# ألكسندر وولكوت
ألكسندر همفريز وولكوت (بالإنجليزية: Alexander Woollcott)‏ (19 يناير 1887 – 23 يناير 1943) كان ناقدًا ومعلقًا أمريكيًّا لمجلة ذا نيويوركر، وعضوًا في «مائدة ألغنكوين المستديرة»، وممثلًا وكاتب مسرحيات من حين إلى آخر، وشخصية إذاعية بارزة.
استوحى منه جورج سيمون كوفمن وموس هارت شخصية شيريدان وايتسايد، الشخصية الرئيسة في مسرحيتهما الرجل الذي أتى على العشاء، واستُوحيت منه أيضًا شخصية والدو ليديكر الأقل شعبية في فيلم لورا. كان وولكوت مقتنعًا بأنه كان مصدر إلهام لصديقه ركس ستاوت حين ابتدع شخصية المحقق نيرو وولف الذكي غريب الأطوار، لكن ستاوت أنكر هذه الفكرة. 

## سيرته
وُلد ألكسندر وولكوت في منزل مكوَّن من 85 غرفة، وكان مبنى ضخمًا متداعيًا في منطقة كولتس نِك تاونشيب في نيو جيرسى. كان المبنى في ما سبق كميونة تُدعى «كتيبة أمريكا الشمالية»، وكانت تُجرى فيها تجارب اجتماعية عديدة في منتصف القرن التاسع عشر، وكان بعضها أكثر فعالية من التجارب الأخرى. عندما انحلّت الكتيبة بعد حريق نشب في عام 1854، استحوذ على المبنى آل بوكلين، جَدّا وولكوت من ناحية أمه. قضى وولكوت فترة طويلة من طفولته بين عائلته الكبيرة. كان أبوه كوكنيًّا فاشلًا، أخذ يتقلب بين عدة وظائف، وأحيانًا ما كان يقضي فترات طويلة بعيدًا عن زوجته وأولاده. دائمًا ما كان الفقر وشيكًا. كان آل بوكلين وآل وولكوت قارئين نهِمين، وهذا أكسب ألِك (لقب التحبب إلى ألكسندر) حبًّا دائمًا للأدب، لا سيما أعمال تشارلز ديكنز. أقام أيضًا مع أسرته في فيلادلفيا، حيث التحق بالمدرسة الثانوية المركزية، الصف رقم 110، وكانت هناك أستاذة تُدعى صوفي روزنبيرغ يُذكر أنها «ألهمته الجهد الأدبي»، و«بقي على اتصال بها في ما بقي من حياتها». 
بمساعدة صديق للعائلة، شق ألكسندر طريقه إلى الكلية، وتخرج في كلية هاميلتون في نيويورك في عام 1909. على الرغم من سوء سمعته في المدرسة إلى حد ما –إذ كان يُلقب فيها بوتريد (Putrid، أي المعفن)– أسس مجموعة للدراما، وحرر مجلة الطلَبة الأدبية، وقبلت أخوية ثيتا دلتا تشي انضمامه إليها.
يُقال إنه في عشرينياته أُصيب بالنكاف، وإن هذا جعله عاجزًا جنسيًا بصورة جزئية، إن لم تكن تامة. لم يتزوج ألكسندر قط، ولم يخلف أولادًا، على الرغم من أنه صاحَب عدة نساء بارزات، منهن دوروثي باركر ونايزا مكمين، التي يُقال إنه تقدم إلى خبطتها بعد يوم واحد من تزوجها بزوجها الجديد حينئذ جاك باراغواناث. ذات مرة قال وولكوت لنايزا ما معناه: «أفكر في تأليف قصة عن حياتنا معًا. والعنوان جاهز بالفعل»، فقالت له نايزا: «فما هو؟» فأجاب: «تحت غطاء منفصل».

## روابط خارجية
- ألكسندر وولكوت على موقع IMDb (الإنجليزية)
- ألكسندر وولكوت على موقع الموسوعة البريطانية (الإنجليزية)
- ألكسندر وولكوت على موقع قاعدة بيانات برودواي على الإنترنت (الإنجليزية)
- ألكسندر وولكوت على موقع إن إن دي بي (الإنجليزية)
- ألكسندر وولكوت على موقع قاعدة بيانات الفيلم (الإنجليزية)